# Долгоруков, Николай Александрович
Князь Николай Александрович Долгоруков  (1833— июнь 1873) — доктор медицины, действительный статский советник, камергер, предводитель дворянства Полтавской губернии.

## Биография
Сын князя Александра Сергеевича Долгорукова (1809—1873) от брака с Ольгой Александровной Булгаковой (1814—1865). Внук генерала князя С. Н. Долгорукова и А. Я. Булгакова.
После домашнего образования в 1850 году поступил на медицинский факультет Московского университета. По словам Л. Толстого, «в то время это было редкостью, чтобы из этого круга кто-то стал врачом». Но все объяснялось просто, Николай I, встревоженный революциями в Европе, ограничил число студентов тремя стами, дабы пресечь дух вольнодумства, и Долгоруков не попал на другой факультет.
Окончив обучение в звании доктора медицины (1854), он был отправлен как врач в придунайские княжества, а затем был прикомандирован к Севастопольскому госпиталю. Через год перемещен старшим ординатором в Царскосельский военный госпиталь и, не пробыв здесь и года, как перемещен столоначальником медицинского департамента и командирован военным министром для осмотра госпиталей в Москвe.
В 1855—1860 годах был чиновником особых поручений при военном министре, с причислением к военно-медицинскому департаменту, но в 1860 году совсем оставил службу. В 1865—1871 годах жил в Кременчуге, являлся полтавским губернским предводителем дворянства.

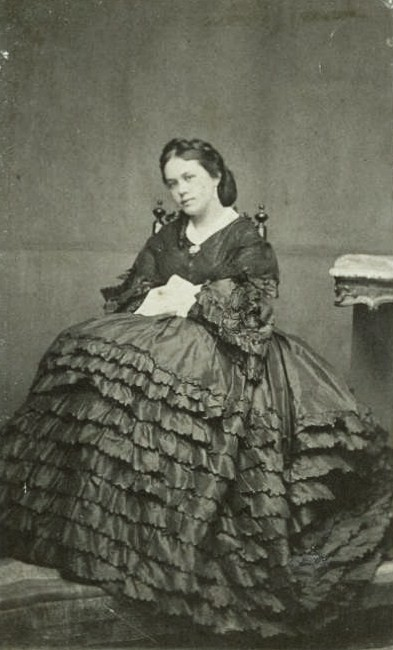
Мария Долгорукова

Знал лично М. И. Глинку, Л. Н. Толстого, А. А. Краевского. По характеристике С. М. Загоскина, в обществе Долгоруков имел прозвище «Коко» и был «la coqueluche des dame» (любимцем дам), женский пол ценил его ум и разнородные малые таланты; «маленький, вертлявый, недурной собой, веселый, но хитрый и немного нахальный, он умел забавлять и веселить и малых и старых, зная уже с юных лет, чем и как кому понравиться». По воспоминаниям Б. Н. Чичерина 

«Долгоруков был малый пустой и хлыщеватый, но неглупый и с разными общественными талантиками: он недурно играл на сцене, приятно пел романсы, хорошо читал вслух. В Крымскую кампанию он был военным медиком, затем вышел в отставку, женился на Базилевской и умер от разрыва сердца».

## Семья
Жена — Мария Ивановна Базилевская (23.10.1840—09.12.1891), дочь полковника И. А. Базилевского и внучка тверского губернатора П. И. Озерова. По словам Загоскина, была очень богатой и милой девицей. Почти постоянно проживала за границей. В её доме во Флоренции бывал декабрист С. Г. Волконский и художник Никитин. Писатель Толстой вспоминал, как первый раз пришёл к Долгорукову и попал на такую сцену: жена его и известный маркиз де Роган занимались странной игрой: они делали какую‑то заметочку на стене и старались, подняв повыше ногу, дотронуться ею до стены — кто выше. Умерла от чахотки в Ментоне и была похоронена на русском кладбище Кокад в Ницце.